# Judith Scott
Judith Scott (Fort Bragg, 22 dicembre 1965) è un'attrice statunitense.

## Filmografia parziale

### Cinema
- La fortuna bussa alla porta... il problema è farla entrare (Opportunity Knocks), regia di Donald Petrie (1990)
- Boulevard, regia di Penelope Buitenhuis (1994)
- Santa Clause (The Santa Clause), regia di John Pasquin (1994)
- A un passo dall'inferno (No Contest), regia di Paul Lynch (1995)
- Soul Survivor, regia di Stephen Williams (1995)
- Dunston - Licenza di ridere (Dunston Checks In), regia di Ken Kwapis (1996)
- Vampires Anonymous, regia di Michael Keller (2003)
- Indovina chi (Guess Who), regia di Kevin Rodney Sullivan (2005)
- Flightplan - Mistero in volo (Flightplan), regia di Robert Schwentke (2005)
- Il caso Thomas Crawford (Fracture), regia di Gregory Hoblit (2007)
- Ingenious, regia di Jeff Balsmeyer (2009)
- The Longer Day of Happyness, regia di Shane Stevens (2012)
- Fino all'ultimo indizio (The Little Things), regia di John Lee Hancock (2021)

### Televisione
- Top Cops - serie TV, episodio 3x04 (1992)
- E.N.G. - Presa diretta (E.N.G.) - serie TV, episodio 3x09 (1992)
- Matrix - serie TV, episodio 1x09 (1993)
- Race to Freedom: The Underground Railroad, regia di Don McBrearty - film TV (1994)
- RoboCop - serie TV, episodio 1x06 (1994)
- Due South - Due poliziotti a Chicago (Due South) - serie TV, episodio 1x03 (1994)
- Il carcere dell'ingiustizia (Against Their Will), regia di Karen Arthur - film TV (1994)
- Una gatta, un cane e un caso da risolvere (Murder She Purred: A Mrs. Murphy Mystery), regia di Simon Wincer - film TV (1998)
- In tribunale con Lynn (Family Law) - serie TV, episodio 1x12 (2000)
- Giudice Amy (Judging Amy) - serie TV, episodio 1x21 (2000)
- CSI - Scena del crimine (CSI: Crime Scene Investigation) - serie TV, 6 episodi (2000-2001)
- X-Files (The X-Files) - serie TV, episodio 8x12 (2001)
- Crossing Jordan - serie TV, episodio 1x04 (2001)
- 24 - serie TV, episodio 1x14 (2002)
- Frasier - serie TV, episodio 10x08 (2002)
- Jake 2.0 - serie TV, 16 episodi (2003-2004)
- Senza traccia (Whitout a Trace) - serie TV, episodio 2x22 (2004)
- Criminal Minds - serie TV, episodio 1x12 (2006)
- Detective Monk (Monk) - serie TV, episodio 5x03 (2006)
- E.R. - Medici in prima linea (ER) - serie TV, episodio 13x06 (2006)
- Cold Case - Delitti irrisolti (Cold Case) - serie TV, episodio 4x08 (2006)
- Close to Home - Giustizia ad ogni costo (Close to Home) - serie TV, episodio 2x13 (2007)
- Dexter - serie TV, 5 episodi (2006-2007)
- Numb3rs - serie TV, episodio 4x11 (2008)
- Dr. House - Medical Division (House M.D) - serie TV, episodio 5x14 (2009)
- Saving Grace - serie TV, episodio 3x15 (2010)
- Castle - serie TV, episodi 3x23-3x24-4x23 (2011-2012)
- CSI: Miami - serie TV, episodio 10x19 (2012)
- Snowfall - serie TV, 11 episodi (2017-2019)
- All American - serie TV, 6 episodi (2018-2020)
- Dear White People - serie TV, 6 episodi (2021)
- From Scratch - La forza di un amore - serie TV, 8 episodi (2022)

## Doppiatrici italiane
Nelle versioni in italiano delle opere in cui ha recitato, Judith Scott è stata doppiata:
- Irene Di Valmo in CSI - Scena del crimine, Cold Case - Delitti irrisolti, Castle
- Alessandra Cassioli in Criminal Minds, Dexter, Magnum P.I.
- Laura Romano in X-Files, Snowfall
- Cinzia Villari in Detective Monk
- Anna Rita Pasanisi in Dr. House - Medical Division
- Beatrice Margiotti in Santa Clause
- Daniela Trapelli in Jake 2.0
- Milvia Bonacini in Ingenious
- Paola Majano in Fino all'ultimo indizio
- Paola Valentini in A un passo dall'inferno
- Roberta Greganti in Indovina Chi
- Michela Alborghetti in CSI: Miami